# Mellansjön (Ulrika socken, Östergötland)
Mellansjön är en sjö i Linköpings kommun i Östergötland och ingår i Motala ströms huvudavrinningsområde.